# Håvesten
Håvesten is een plaats in de gemeente Färgelanda in het landschap Dalsland en de provincie Västra Götalands län in Zweden. De plaats heeft 105 inwoners (2005) en een oppervlakte van 7 hectare.